# Trianaea
Trianaea es un género de plantas con flores de la subfamilia Solanoideae, familia de las solanáceas (Solanaceae). Comprende siete especies nativas de Sudamérica.

## Especies
- Trianaea bogotensis
- Trianaea brevipes
- Trianaea naeka, S.Knapp
- Trianaea neovisae
- Trianaea nobilis
- Trianaea speciosa
- Trianaea spectabilis

## Sinonimia
- Poortmannia